# حوزه انتخابیه دوم واشینگتن
حوزه انتخابیه دوم واشینگتن یک حوزه انتخابیه مجلس نمایندگان آمریکا است که در ایالت واشینگتن قرار دارد.